# Прочанок Едип
Прочанок Едип (Coenonympha oedippus) — вид лускокрилих комах з родини сонцевиків (Nymphalidae).

## Поширення
Прочанок Едип локально поширений у Європі, ширше поширений у Північній Азії від Франції до Японії. В Україні трапляється на Поліссі (Волинська, Рівненська області).

## Опис
Довжина переднього крила 17-21 мм. Крила зверху темно-коричневі, одноколірні. Нижня сторона крил вохристо-коричнева; на задніх крилах 5-6 чорних вічок різної величини в широких жовтих ободках; вічки на передніх крилах краще виражені у самиць.

## Спосіб життя
Метелики літають у червні-липні. За рік буває одне покоління. Кормові рослини гусениць — злаки, осока, півники болотні. Зимують гусениці.

## Охорона
Coenonympha oedippus охороняється в Європі і занесений до Додатку ІІ Бернської конвенції (охоронна категорія: вид підлягає особливій охороні), а також до Директиви Європейського Союзу 92/43/ЄС «Про збереження природних оселищ та видів природної фауни і флори» (Додаток ІІ. Види рослин і тварин, що становлять особливий інтерес для Європейського Союзу, збереження яких потребує створення територій особливої охорони).